# Puzzeltijd (Vlaanderen)
Puzzeltijd was een belspel dat vanaf 2004 elke weekdag rechtstreeks te bekijken was op de Vlaamse televisiezender VTM. Ook kijkers konden meespelen en geldbedragen winnen, want terwijl twee of vier kandidaten in de studio de finaleronde proberen te halen, had de presentator/presentatrice van dienst ook speciale opgaven voor de kijkers thuis. Het programma werd rechtstreeks uitgezonden van maandag t/m vrijdag. Op 30 januari 2009 was het de allerlaatste uitzending van Puzzeltijd.
Belspellen werden omwille van hun bedrieglijk karakter uiteindelijk verboden op de Vlaamse televisie.

## Presentatie
Het programma werd afwisselend gepresenteerd door:
- Vicky Jolling (2008-2009)
- Bart van den Bossche (2005-2009)
- Stéphanie Meire (2007-2009)
- Lynn Pelgroms (2008)
- Filip D'Haeze (2007-2008)
- Amaryllis Temmerman (2007-2008)
- Tess Goossens (2004-2007)
- Anne De Baetzelier (2004-2006)
- Anneke De Keersmaeker (2004-2006)

| Presentatie           | 2004 | 2005 | 2006 | 2007 | 2008 | 2009 |
| --------------------- | ---- | ---- | ---- | ---- | ---- | ---- |
| Anne De Baetzelier    |      |      |      |      |      |      |
| Anneke De Keersmaeker |      |      |      |      |      |      |
| Tess Goossens         |      |      |      |      |      |      |
| Bart van den Bossche  |      |      |      |      |      |      |
| Filip D'Haeze         |      |      |      |      |      |      |
| Amaryllis Temmerman   |      |      |      |      |      |      |
| Stéphanie Meire       |      |      |      |      |      |      |
| Lynn Pelgroms         |      |      |      |      |      |      |
| Vicky Jolling         |      |      |      |      |      |      |

## Spelrondes

### De lettergrepenronde
De kandidaten krijgen telkens in beeld enkele lettergrepen te zien. Het is de bedoeling om zo snel mogelijk met die lettergrepen een woord te maken.

### Het kruiswoordraadsel
De verliezer van de eerste ronde mag als eerste beginnen met dit spel. Er verschijnt een kruiswoordraadsel in beeld, en de kandidaat mag zelf het nummer kiezen. Indien de kandidaat het antwoord weet, krijgt hij punten en mag hij verderspelen. Indien er een fout antwoord gegeven wordt, is de andere speler aan de beurt.

### De lettergek
Dit is een deel van de halve finale. De kandidaten krijgen in beeld een begin- en eindletter, en het aantal letters dat het woord moet bevatten. De bedoeling is om zo snel mogelijk een correct Nederlandstalig woord te vinden.

### Het tipspel
Dit is een deel van de halve finale. Er wordt en onderwerp gegeven en er verschijnen een voor een vier tips in beeld. De kandidaat moet zo snel mogelijk proberen te raden over welke persoon, voorwerp, ... het gaat.

### De finale
De finalist krijgt een woordzoeker te zien waarin een woord verstopt zit. De kandidaat krijgt vijftig seconden om op zo veel mogelijk vragen die de presentator/presentatrice stelt te antwoorden. Per goed antwoord vallen er twee slechte letters uit het rooster weg of krijg je de begin of eindletter te zien. Tijdens de laatste tien seconden moet de finalist het woord raden.
Indien de kandidaat de finale niet haalt, mag hij/zij de volgende uitzending (indien hij/zij dat wil) terug meespelen.

## Belspellen van Puzzeltijd

### Piramide
De kijkers krijgen een piramide te zien waaraan één woord ontbreekt. Met één extra letter moeten zij met de letters van het bovenstaande woord het nieuwe woord vormen. Het antwoord kan tijdens de uitzending worden doorgebeld om zo kans te maken op de prijs.

### Woordzoeker
De kijkers krijgen een woordveld van 25 letters te zien. In dit veld bevindt zich een woord van een nog te bepalen aantal letters. Met een categorie in beeld en enkele aanwijzingen van de presentator/presentatrice is het aan de kijkers om achter het antwoord te komen. Het antwoord kan ook dit keer weer doorgebeld worden tijdens de uitzending.

## Buitenland
Ook in het buitenland worden er versie van Puzzeltijd uitgezonden. Aan 22 andere landen over de hele wereld is het programma-idee verkocht.
| Naam              | Land                | Zender   |
| ----------------- | ------------------- | -------- |
| Quem Quer Ganha   | Portugal            | TVI      |
| Tele Gra          | Polen               | TVN      |
| Puzzle Time       | Italië              | La7      |
| Ordjakten         | Zweden              | TV4      |
| Puzzeltijd        | Nederland           | RTL 4    |
| El que sabe, sabe | Chili               | UCV TV   |
| Le Mot Gagnant    | België              | RTL-TVI  |
| BrainTeaser       | Verenigd Koninkrijk | Five     |
| Jatekido          | Hongarije           | Tv2      |
| Rompeca Bezas     | Spanje              | onbekend |
| Rompe Coco        | Venezuela           | Televen  |
| Алло, ТВ          | Rusland             | ТВЦ      |
| Chìa Khóa Vàng    | Vietnam             | DVTV     |
| Ô Chữ Vàng        | Vietnam             | CVTV2    |
| Chơi Chữ          | Vietnam             | HanoiTV  |
| Kuis Teka-Teki    | Indonesië           | TPI      |